# ごきげん ボニートっ!
『ごきげん ボニートっ!』は、2009年4月4日から2013年3月30日まで高知放送で放送されていた情報番組である。

## 概要
長年土曜17:00枠で放送されていた『公園どおりのウィークエンド』の後継番組で、同番組と同様に高知県内のさまざまな情報を伝えていた。番組は毎回生放送を実施していた。
番組タイトルの表記には揺れがあり、番組表上では表題通りの表記が用いられていたが、実際のタイトルロゴはアルファベットの入った「ごきげんBonitoっ!」表記である。高知放送の公式サイトも一部の箇所にて、実際のタイトルロゴに合わせた表記を用いていたことがある。ちなみに「ボニート」とは、スペイン語で鰹を意味する言葉である。
2013年3月30日で終了、同年4月からは自社制作の大型情報番組枠を金曜夕方に移し、同月5日から『こうちeye+』を開始した。

## 放送時間
いずれも日本標準時。
- 土曜 12:00 - 12:55 （2009年4月4日 - 2011年3月26日）
- 土曜 13:30 - 14:25 （2011年4月2日 - 2013年3月30日）

## 出演者
括弧内の肩書きは、番組放送当時のものを記載。

### レギュラー出演者
- 丸山修（RKCアナウンサー、2009年4月 - 2012年3月）
- 石田佳世（RKCアナウンサー、2009年4月 - 2011年3月）
- 永見佳織（RKCアナウンサー、2009年4月 - 2012年3月）
- 英真実
- 井上琢己（RKCアナウンサー）
- 高橋生（RKCアナウンサー）
- 土佐かつお（お笑いタレント）

### 準レギュラー
- 足達和世（香南市観光協会）
- う〜み（シンガーソングライター）
- しばっち（高知県内のアマチュア劇団「OOK」の一員）

### コーナーレギュラー
- 木村由季 - 「AEONでごきげん」に出演。

### VTR出演
- 松岡祐司（RKCアナウンサー） - 「ボニートっ！FLASH」に出演。
- 村山佐織（RKCアナウンサー） - 「ボニートっ！FLASH」に出演。

## コーナー

### レギュラーコーナー
ボニートっ！FILE
高知の話題の事柄にスポットを当て、その事柄を詳しく紹介するコーナー。
ボニートっ！探偵物語
丸山、石田、永見の3人が探偵に扮し、高知県のある地域を週替わりで調査する。地域を訪れた探偵は、現地で美味しい料理のお店を探す「三ツ星調査」を行う。2010年4月10日放送分からしばっちが加入。
AEONでごきげん
イオンの情報を紹介する。
ボニートっ！NEWS
映画・音楽情報等の話題のメディア情報を永見がニュース番組形式で送る。紹介された映画の出演者がVTR出演することがある（例：『おっぱいバレー』の綾瀬はるか等）。
ボニートっ！FLASH
「ボニートっ！NEWS」内のVTRコーナー。高知の飲食店を担当アナウンサーが取材する。
ごきげん丸チェック！
丸山がスタジオ左側のボードに貼られたイベント情報を重要ポイントに赤ペンで丸をつけながら紹介していく。

### 不定期コーナー
佳世のごきげん生中
話題のスポット（ほとんどが「ボニートっ！探偵物語」で登場した場所）を石田が生中継で紹介する。
生中おかわり
石田の中継先の特産物を視聴者に向けて贈る。

## 主題歌
いずれも準レギュラーのう〜みが提供した曲。
- オープニングテーマ：「Be Happy!」
- エンディングテーマ：「フレ〜！フレ〜！高知」